# أنطونيو ريجامونتي
أنطونيو ريجامونتي (بالإيطالية: Antonio Rigamonti) هو لاعب كرة قدم إيطالي في مركز حراسة المرمى، ولد في 5 أبريل 1949 في Carate Brianza ‏ في إيطاليا. لعب مع أتالانتا وإيه سي ميلان ونادي جيلا ونادي فاريسي ونادي كريمونيسي ونادي كومو ونادي مسينا.